# Preceitos Militares
Preceitos Militares (em latim: Praecepta Militaria) é um título convencional atribuído em 1908 por J.A. Kulakovsky a um tratado militar bizantino, escrito em ca. 965 pelo ou em nome do imperador Nicéforo II Focas (r. 963–969). Seu título grego é Apresentação e Composição da Guerra do Senhor Nicéforo (em grego: Στρατηγικὴ ἔκθεσις καὶ σύνταξις Νικηφόρου δεσπότου). Compreende seis capítulos e apresenta o exército como tendo evoluído por meados do século X, durante as campanhas da "Reconquista Bizantina" contra os árabes no Oriente.
Como tal, contêm vários aspectos não citados em outros manuais militares, como um registro exato da formação e uso das cunhas catafractárias, a nova brigada de infantaria mista (taxiarquia), a formação apropriada dos intervalos entre unidades e como deveriam ser guardadas, e o uso da lança manaúlio. Ele enfatiza os aspectos práticos da guerra: vários cenários operacionais são discutidos como o estabelecimento de acampamentos e o reconhecido e uso de espiões. As cerimônias religiosas do exército também são enfatizadas, refletindo o zelo religioso de Focas.

## Conteúdo
- Capítulo I - Sobre a infantaria
- Capítulo II - Sobre a infantaria pesada
- Capítulo III - Sobre os catafractários
- Capítulo IV - Ordenança sobre disposição da cavalaria
- Capítulo V - Sobre o acampamento
- Capítulo VI - A respeito dos espiões

## Táticas

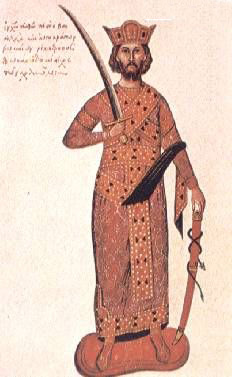
Iluminura de r.

O tratado começa descrevendo o equipamento, disposição e táticas da infantaria. Então discute as táticas de infantaria e cavalaria em situações de batalha contra um exército inimigo combinado de infantaria e cavalaria. O foco então muda para a disposição dos catafractários e táticas gerais de cavalaria independentemente se contra infantes ou cavaleiros. Três aspectos de batalha tem uma particular atenção: como a infantaria deve defender-se da cavalaria, como os catafractários devem atacar infantaria e como um exército deveria perseguir um inimigo derrotado.
O padrão da formação de infantaria descrito no tratado é um quadrado oco com intervalos intencionalmente colocados nas linhas da infantaria militar para que a cavalaria pudesse entrar ou sair do quadrado. Os intervalos foram protegidos por infantaria leve, tais como lançadores, fundibulários, arqueiros, que confrontam e rompem inimigos que se aproxima para dar tempo para a infantaria pesada preparar-se apropriadamente. Algumas das mudanças táticas introduzidas por Focas melhoraram a habilidade de defesa da infantaria contra cavalaria pesada. Uma das mudanças mais significativas foi ter colocado os menaúlatos (menavlatoi), ou lanceiros pesados, dentro das linhas de frente.
A disposição e formação da cavalaria é amplamente detalhado no tratado, delineando a estrutura e localização de cada unidade dentro da força de cavalaria inteira e definindo o papel tático individual de cada unidade. A tática mais significativa detalhada é a disposição dos catafractários em uma cunha, ou formação em triângulo. As linhas frontal e laterais da cunha foram compostas por homens armados com uma maça e uma lança, enquanto dentro da cunha havia arqueiros montados. Durante um ataque, os arqueiros atirariam na linha de frente inimiga, enfraquecendo-a antes da cunha chegar. Esta tática foi usada como uma tentativa de quebrar o inimigo fisicamente e moralmente.

## Contexto histórico
Preceitos Militares foi feito por Nicéforo II Focas como um manual para suas campanhas ofensivas contra a Cilícia e norte da Síria nos anos 960, no contexto das guerras bizantino-hamadânidas que ocorreram desde meados do século IX. Este tratado marca uma mudança na estratégia durante as guerras uma vez que foi distribuído em torno da época em que o Império Bizantino começou a agir mais agressivamente e tomou a ofensiva. Ele não foi um tratado que introduziu táticas completamente originais, já que Focas revisou táticas existente e combinou-as com sua própria experiência e observações.
Muitas das táticas de infantaria do Preceitos Militares foram provavelmente baseadas naqueles encontradas no Syntaxis armatorum quadrata (ca. 950) ou mesmo no mais influente Coleção de Táticas (Sylloge Tacticorum, ca. 950). Esta coleção provavelmente forneceu muitas das fontes das instruções do Preceitos Militares a respeito de equipamento e disposição de infantaria e cavalaria. O Preceitos Militares serviu como uma atualização das táticas existentes e tratados posteriores, como o Tática de Nicéforo Urano, continuaram este processo ao usarem e revisarem seu conteúdo. Seus capítulos foram incluídos e parcialmente modificados para contabilizar a situação do começo do século XI na obra de Nicéforo Urano.